# Dumbrava Lăpușna (Ucraina)
Dumbrava Lăpușna (în ucraineană Діброва Лабушна, transliterat: Dibrova Labușna) este un monument al naturii de tip botanic de importanță locală din raionul Bârzula, regiunea Odesa (Ucraina), situată lângă satul Kozațke (parcela 65 din silvicultura de stat „Balta”).
Suprafața ariei protejate constituie 0,6 de hectare, fiind creată în anul 1972 prin decizia comitetului executiv regional.